# Easter Ross

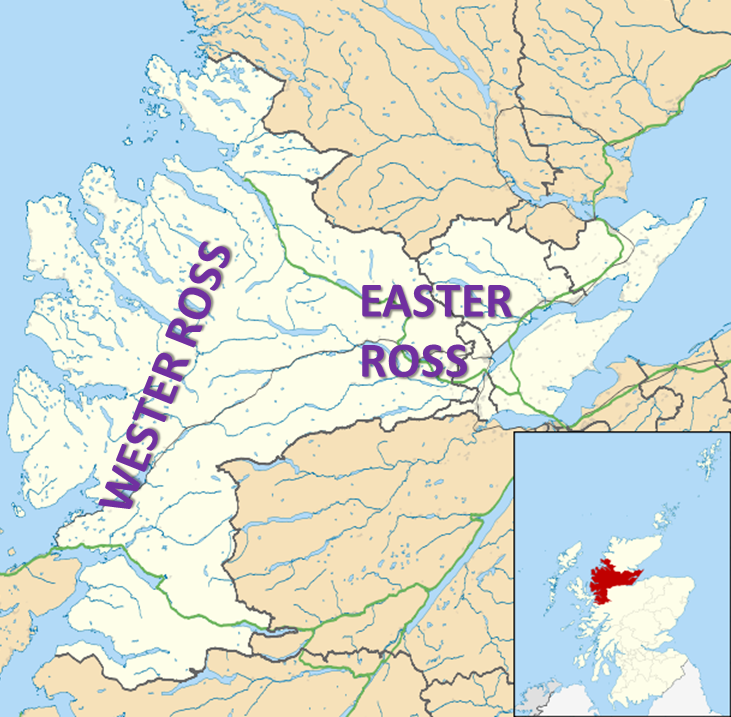
Ester Ross, Scozia

Easter Ross (gaelico scozzese: Ros an Ear; it.: Ross orientale) è l'area ad est della regione di Ross nelle Highland scozzesi.
Le città più famose sono: Tain, Invergordon, Alness and Dingwall.